# Real Chancelaria de Granada
A Real Chancelaria de Granada, também chamada Real Audiência e Chancelaria de Granada, foi um órgão tribunal criado pela rainha Isabel I de Castela ao transferir para Granada, em 1505, a  Real Audiência e Chancelaria de Ciudad Real, instaurada em 1494. A nova Real Audiência herdou as competências da anterior, que se estendiam sobre o território a sul do rio Tejo, enquanto que a Real Audiência e Chancelaria de Valladolid tinha competências sobre o território a norte.
Era composta por um presidente, 16 ouvidores, 4 alcaides da Corte, 3 alcaides de fidalgos, 2 fiscais e um numeroso grupo de funcionários  distribuídos em seis salas de audiência, quatro civis, uma criminal e a dos fidalgos.
Foi extinta em 1834, devido à implementação definitiva do liberalismo, as suas funções foram herdadas pela Audiência Territorial de Granada. Os seus fundos documentais conservam-se no Arquivo da Real Chancelaria de Granada.
O edifício que albergou o tribunal, conhecido como Palácio da Chancelaria, encontra-se na Plaza Nueva. Foi construído entre 1531 e 1587, e nas suas obras trabalharam diversos mestres. Foi declarado Bem de Interesse Cultural (Espanha) em 4 de janeiro de 1977. Atualmente (2013) é usado como sede do Tribunal Superior de Justiça e do Ministério Público (fiscalía) Superior da Andaluzia.

## História
O rei Henrique II de Castela fundou o tribunal da Real Audiência (tribunal real) nas Cortes de Toro de 1371. A primeira Real Audiência foi a de Valladolid, que inicialmente tinha competências sobre toda a Coroa de Castela. Com a ampliação territorial após o casamento dos Reis Católicos e a posterior conquista de Granada em 1492, a rainha Isabel, a Católica dividiu em duas a jurisdição do tribunal. Para tal criou a Real Audiência e Chancelaria de Ciudad Real em 1494, outorgando-lhe competências judiciais nos territórios ocupados ao sul do Tejo, enquanto que a de Valladolid ficou com jurisdição sobre os territórios a norte do mesmo rio.

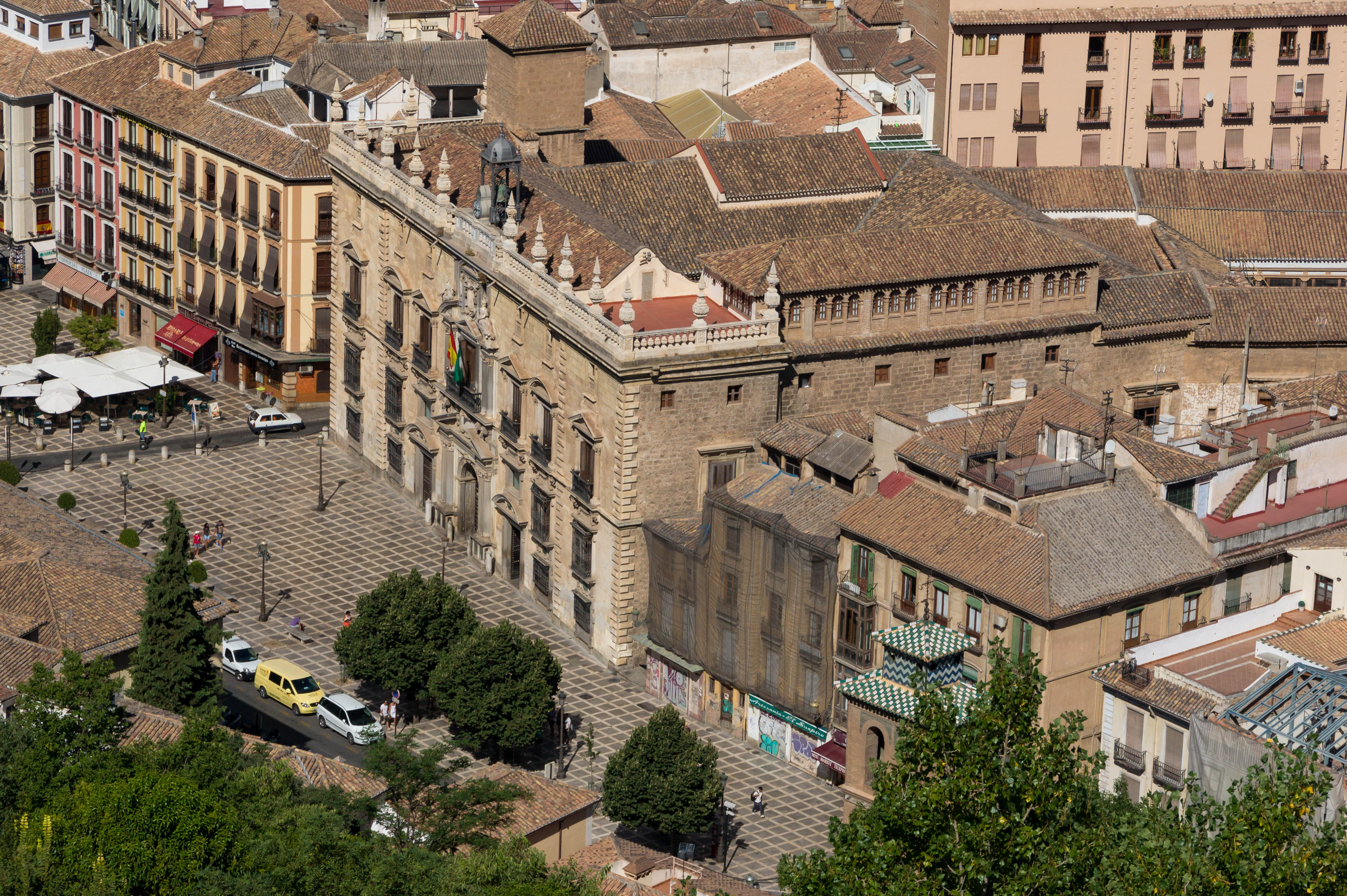
Vista do Palácio da Chancelaria desde a Alhambra

Em 1500 foi planeada a transferência da chancelaria para Granada, o que foi efetivado cinco anos mais tarde, durante o reinado de Joana I de Castela . A nova audiência herdou as competências da anterior, mas menos do que a de Valladolid, pois não tinha uma Sala de Vizcaya (um tribunal especial para biscainhos). Depois de uma série de reformas judiciais e de uma reorganização posterior das audiências reais, perdeu parte das suas comeptências, ao ser criada em 1525 a Real Audiência dos Grados de Sevilha e, um anos mais tarde, a Real Audiência das Canárias, na Grã Canária.
Em 1531 o rei Carlos I de Espanha mandou construir o Palácio da Chancelaria, o qual foi o primeiro edifício do seu tipo que foi construído em Espanha para albergar um tribunal.[carece de fontes?] O projeto foi da autoria do arquiteto Francisco del Castillo el Mozo, sendo obra de dois mestres de obras, Martín Díaz de Navarrete e Pedro Marín, enquanto que as obras de escultura foram realziadas por Alonso Hernández. O plano do pátio foi atribuído a Diego de Siloé. O edifício foi finalizado em 1587, durante o reinado de Filipe II, e é considerado a obra maneirista mais emblemática da cidade.
Durante o século XVIII foi perdendo poder e competências, o que foi acentuado pela criação da figura do intendente. A constituição espanhola de 1812 iniciou um processo no qual foi avaliada a existência dos tribunais reais como a Real Audiência de Granada, considerados arcaicos. Depois da morte de Fernando VII e posterior implantação do liberalismo foram emitidos uma série de decretos, conhecidos como decretos do Novo Plano (nueva planta), entre os quais se encontra o de 26 de janeiro de 1834, que suprimiu as reais audiências e criou as audiências (tribunais) territoriais. As competências da Real Audiência e Chancelaria de Granada passaram então para a recém-criada Audiência Territorial de Granada, com jurisdição sobre as províncias de Granada, Almeria, Jaén e Málaga.